# Comté de Bland (Australie)
Pour les articles homonymes, voir Comté de Bland.
Le comté de Bland (en anglais : Bland Shire) est une zone d'administration locale située dans l'État de Nouvelle-Galles du Sud en Australie.

## Géographie
Le comté s'étend sur 8 560 km2 dans la Riverina, en limite avec la région du Centre-Ouest. Il est traversé par la Newell Highway et la Mid-Western Highway.
Le comté comprend la ville de West Wyalong, le chef-lieu, ainsi que les villages de Barmedman, Lake Cargelligo, Mirrool, Tallimbal, Ungarie, Wheetalle et Wyalong.
L'économie de la région est basée sur l'agriculture, l'industrie minière, les transports et le tourisme.

## Histoire
Les localités se forment à partir des années 1890 avec le début de l'extraction aurifère dans la région. Le comté doit son nom à William Bland (1789-1868), chirurgien militaire impliqué dans un duel et déporté en Australie, devenu homme politique.

## Démographie
| 2001  | 2006  | 2011  | 2016  | 2021  |
| ----- | ----- | ----- | ----- | ----- |
| 6 429 | 6 102 | 5 865 | 5 955 | 5 547 |

## Politique et administration

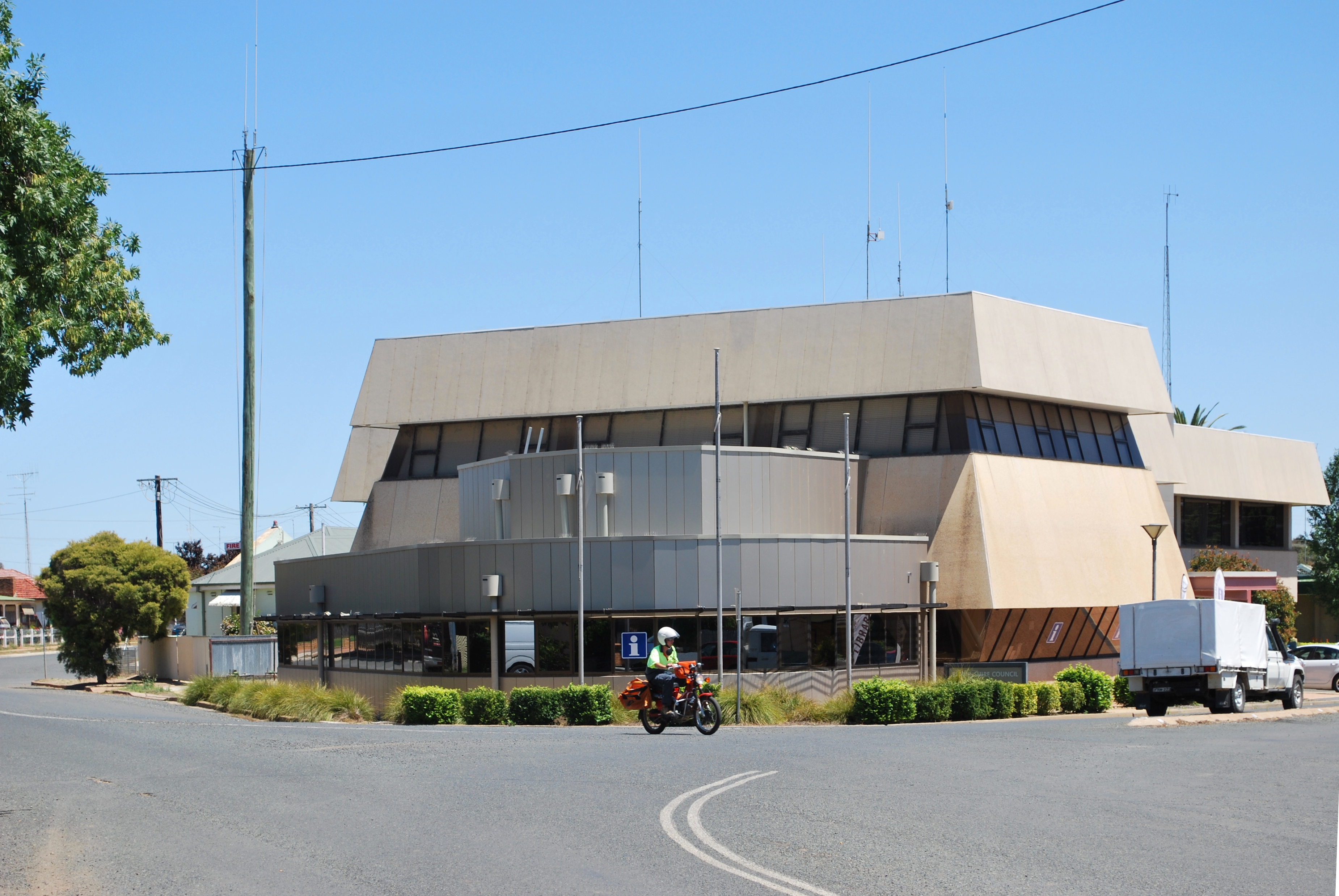
Le siège du conseil à West Wyalong.

### Administration locale
Le conseil comprend neuf membres élus pour quatre ans, qui à leur tour élisent le maire pour deux ans. À la suite des élections du 4 décembre 2021, le conseil est formé de neuf indépendants. Les dernières élections ont eu lieu le 14 septembre 2024.

### Liste des maires
| Période | Période  | Identité       | Étiquette   | Qualité |
| ------- | -------- | -------------- | ----------- | ------- |
| 2016    | en cours | Brian Monaghan | Indépendant |         |

### Circonscriptions électorales
La zone est rattachée aux circonscriptions de Parkes et de la Riverina pour les élections fédérales et à celle de Cootamundra pour les élections à l'Assemblée législative de Nouvelle-Galles du Sud.